# 빅토리아조 복식

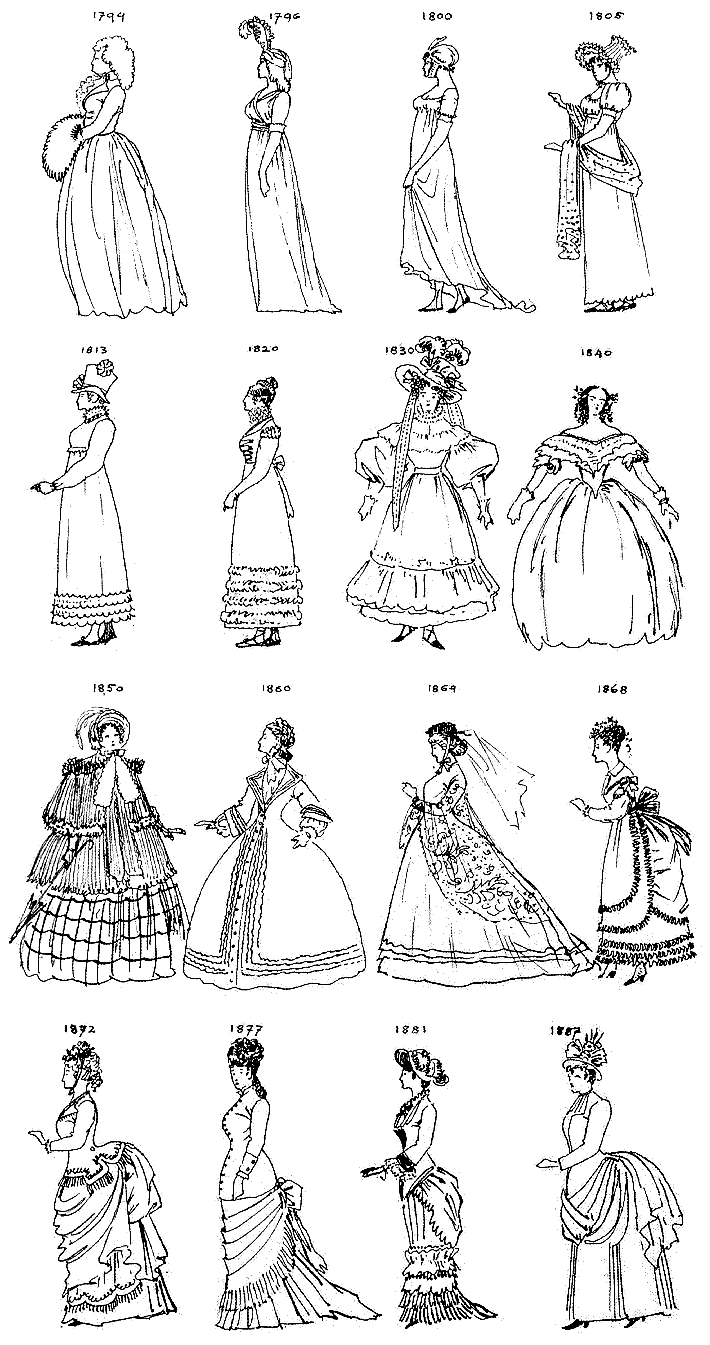
빅토리아 시대의 복식

빅토리아조 복식(영어: Victorian fashion, -朝服飾)은 영국 빅토리아 여왕이 재위(1837년 ~ 1901년)할 때 영국 등 유럽에서 유행한 복식을 말한다. 이후 북아메리카 등 세계 각지로 번졌고, 동아시아의 홍콩에서도 성행하였다.
1837년 이후의 의류 제조는 대개 잉글랜드 북부, 그리고 스코틀랜드, 아일랜드 등지에서 옷, 모자, 장갑 등을 만들어 전문 소매상에, 다시 고객에게 전달되었다. 때로는 숙련된 전문가의 도움이 필요할 때도 있었다.
새로운 재봉 기계의 도입으로 차차 대량 생산이 가능해지고 매장으로의 배달도 풍부해졌다. 주로 사용돼온 원료 고무 이외에 화학자가 신규 개발한 약품 등이 더해져 각종 좋은 옷들을 생산해냈다.
양재업의 창시자라 할 수 있는 찰스 프레데릭 워스는 의류 매장을 런던과 함께 파리시에도 두었다. 이를 통해 의류 중개업이 영국과 미국에서 성과를 거두었고, 이에 상응하는 정교한 옷들이 많이 생산되었다.

## 같이 보기
- 찰스 프레데릭 워스